# دائرة حسين داي
دائرة حسين داي إحدى دوائر الجزائر التابعة لولاية الجزائر. عاصمتها هي حسين داي و تضم بلديات حسين داي و القبة و المقارية و بلوزداد.

## المحطة البرية
يتضمن إقليم هذه الدائرة في بلدية حسين داي مقر المحطة البرية للخروبة التي هي المحطة الرئيسية للنقل البري في ولاية الجزائر.

## الوديان
يتضمن إقليم هذه الدائرة العديد من الوديان منها:
- وادي الحراش

## الساحل البحري
تحتضن هذه الدائرة العديد من الشواطئ البحرية، منها:.
- شاطئ الصابلات

## رياضة
شباب بلوزداد
نصر حسين داي
رائد القبة

## مواضيع ذات صلة
- تاريخ ولاية الجزائر
- دوائر ولاية الجزائر
- بلديات ولاية الجزائر